# Ланселот
Лансело́т Озёрный (Ланцелот, фр. Lancelot du Lac, англ. Lancelot of the Lake, также Launcelot) — в легендах о короле Артуре и основанных на них рыцарских романах — знаменитейший из рыцарей Круглого стола.
Сюжет Ланселота составляют чудесное воспитание Ланселота Девой Озера (откуда его прозвище), многочисленные перипетии его любви к королеве Гвиневре — супруге короля Артура, тщетное его участие в поисках святого Грааля, добыть который ему препятствует тяготеющий над ним грех прелюбодеяния, магические чары ложной Гвиневры, зачатие им чистого от греха Галахада, овладевающего Граалем, покаяние и смерть Ланселота.

## Жизнеописание

### Рождение и воспитание
Родителями Ланселота были король Бан и королева Элейна в стране Бенвик (Бофор ан валле).
При крещении ему было дано имя Галахад; впоследствии он так назвал своего сына.
Согласно преданиям, замок короля, расположенный недалеко от леса Броселианд, считался неприступным. Однако чтобы гарантировать, что его жена и сын находятся в полной безопасности, король решает покинуть замок со своей семьёй и несколькими приближёнными, оставив крепость одному из близких. Но, вернувшись в последний раз, король понял, что был предан, и что его замок был сожжен его врагом королём Клаудасом из Пустынной Земли. Не в состоянии вынести этой картины, король умирает, оставляя одних жену и ребёнка. В то время как Элейна горевала над телом короля, Ланселота (в крещении — Галахада) похитила фея Вивиан, существо, живущее на дне озера. Королева думала, что он погиб и вскоре ушла в монастырь.
Дева Озера дала мальчику имя Ланселот и забрала его в свой подводный замок, чтобы воспитать как своего сына. Оттуда и прозвище — Ланселот Озёрный.

### Поиски Грааля
Попав в Камелот, он полюбил королеву Гвиневру, и она также полюбила его. Во имя своей Прекрасной Дамы он совершил множество подвигов. В частности, спасение похищенной королевы от сэра Мелеаганта легло в основу «Рыцарь телеги» Кретьена де Труа: как-то Гвиневру похитил сэр Мелегант и, чтобы добраться до его замка, Ланселоту пришлось поступиться своим благородством и воспользоваться тележкой (с точки зрения рыцарской морали — позорное деяние, ибо в ней возили только преступников).

#### Рождение Галахада
Матерью Галахада стала Элейна, дочь короля Пелеса из Корбеника (родственника Иосифа Аримафейского и хранителя Грааля), пытавшаяся соблазнить рыцаря. Ланселот, будучи в гостях у её отца, отказывался от подобной «чести», но придворная дама Брузена навела на девушку чары, и та стала похожа на Гвиневру. Когда Ланселот узнал об обмане, было уже поздно.
Через некоторое время Элейна прибыла ко двору, чем вызвала ревность королевы Гвиневры. Благодаря чарам Брузены Ланселот снова провёл с ней ночь. Гвиневра разгневалась на своего рыцаря и прогнала его. Ланселот сошёл с ума от горя, и скитался «дурачком» целых два года, и никто не принимал его за рыцаря, и не знал, где он. Его товарищи по Круглому столу искали его, но тщетно.
Как-то Ланселот забрёл в Корбеник. Несмотря на то, что он был в шутовском наряде, Элейна узнала любимого и исцелила его силой Грааля. Он поселился с ней в замке Блиант на острове. А когда их сыну было уже 14 лет, Ланселот по просьбе своих друзей вернулся в Камелот и его связь с королевой возобновилась.
Согласно другой версии легенды, Ланселот сошёлся с Элейной, дочерью Пелеаса, лишь однажды и никогда больше Гвиневре не изменял.

### Любовь к Гвиневре
Королева периодически гневалась на своего верного рыцаря и прогоняла его прочь от своего двора. Ланселот был идеальным влюблённым, fin amant, то есть рыцарем, который должен любить только одну даму, жертвовать ради неё всем, даже своей жизнью и честью.
«Ибо вы — учтивейший из всех рыцарей на свете и всем дамам и девицам покорный слуга. Но есть одно, сэр рыцарь, чего, думается мне, вам не хватает: вы рыцарь неженатый, а не хотите полюбить какую-нибудь девицу или благородную даму. Рассказывают, что вы любите королеву Гвиневеру и что она сумела чарами и колдовством сделать так, чтобы вы никогда никого, кроме неё, не полюбили и чтобы ни одна другая женщина не радовала красотой вашего взора. И об том многие в этой стране и высокого роду и низкого весьма горюют». Томас Мэлори 

### Трагическая развязка и смерть короля Артура
- см. Гвиневра

## Взаимоотношения
- родители:
  - Бан, король Бенвика
  - Элейна, королева
- воспитательница:
  - Владычица Озера
- сюзерен:
  - король Артур
- возлюбленная:
  - королева Гвиневра
- супруга:
  - Элейна, дочь короля Пелеса (Елена, дочь Пеллеаса)
- сын:
  - Галахад
- прочие родственники:
  - сэр Эктор (Hector de Maris) — единокровный брат, побочный сын короля Бана
  - сэр Боре Старший — дядя, брат короля Бана
  - сэр Лионель — кузен, сын Боре Старшего, брата короля Бана
  - сэр Боре Младший — кузен, сын Боре Старшего, брата короля Бана